# Tapinoma flavidum
Tapinoma flavidum é uma espécie de formiga do gênero Tapinoma.